# 旅路の果て (アルバム)
『旅路の果て』（原題：Clutching at Straws）は、イギリスのプログレッシブ・ロック・バンド、マリリオンが1987年に発表した4作目のスタジオ・アルバム。ボーカリストのフィッシュ（デレク・ディック）は1988年11月にバンドを脱退しており、結果的にフィッシュ在籍時としては最後のスタジオ・アルバムとなった。

## 背景
マーク・ケリーによれば、ラッシュの北米ツアーのオープニングアクトを終えた後、1986年5月より曲作りを始め、同年のクリスマスには「ホワイト・ロシアン」「ウォーム・ウェット・サークルズ」「さらば青春の光」といった新曲をライヴで演奏したという。そして、1987年にレコーディングを開始するが、フィッシュによればスタジオ入りする前にツアーの日程が決められており、後年そのことについて「我々はまだ、いくつかの曲をまとめなければならない段階だったから、相当なプレッシャーだったよ」とコメントしている。また、デビュー当時からマリリオンの作品のジャケット・デザインを手掛けてきたマーク・ウィルキンソンは、rockpages.grのインタビューにおいて、当時バンドはスケジュールが押していたことから疲弊していたと証言している。
ウィルキンソンは、本作のジャケットを旧作と根本的に異なるデザインにしようと考え、イラストと写真を組み合わせたジャケットを制作するが、フィッシュ以外のメンバーからは良い反応が得られず、そのことに失望したという。なお、ウィルキンソンは後年、本作のジャケットについて「殆どモノトーンの、もっとダークな雰囲気を作りたかったけど、空想のイラストと写真の融合が、どうにもしっくり来なかった…コンピュータを使って巧くできるようになるよりもずっと前のことだったからね」とコメントしている。
本作はコンセプト・アルバムとみなされることも多いが、マーク・ケリーはアルバム『美しき季節の終焉』発表時のインタビューにおいて、（1989年当時の）マリリオンがリリースした真の意味でのコンセプト・アルバムは『過ち色の記憶』（1985年）だけだと説明している。

## 反響・評価
本作は1987年7月4日付の全英アルバムチャートで初登場2位となり、15週チャート圏内に入った。本作からの先行シングル「さらば青春の光」は全英シングルチャートで6位に達し、その後シングル・カットされた「雨にうたれるシュガー・マイス」と「ウォーム・ウェット・サークルズ」は、いずれも最高22位を記録した。
アメリカでは本作がBillboard 200で103位に達し、「さらば青春の光」は『ビルボード』のメインストリーム・ロック・チャートで24位に達した。
John Franckはオールミュージックにおいて5点満点中4.5点を付け「恐らくマリリオンの最も知られざる名盤」「自己嫌悪を描写した"Torch Song"のみならず、ヨーロッパにおけるネオナチの台頭への嫌悪を描写した"White Russian"も含むフィッシュの嫌悪感に挟まれた作品で、この偉大なスコットランド人は卓越した非難を発している」と評している。

## 1999年リマスターCD
1999年にEMIから発売されたリマスターCDには12曲入りのボーナス・ディスクが付属しており、その中には、本作リリースに伴うツアーが終了した後の1988年に作られた未発表曲も含まれている。マリリオンのアルバム『美しき季節の終焉』（1989年）やフィッシュのソロ・アルバムでは、この時に録音された未発表曲のアイディアが流用された。

## 収録曲
全曲ともデレク・ディック（フィッシュ）、マーク・ケリー、スティーヴ・ロザリー、ピート・トレワヴァス、イアン・モズレイの共作。オリジナルLPは「ゴーイング・アンダー」を除く10曲入りで、同時発売されたCDは11曲入りとなった。
1. ホテル・ホビーズ - "Hotel Hobbies" - 3:35
2. ウォーム・ウェット・サークルズ - "Warm Wet Circles" - 4:25
3. 夜の孤独な時間 - "That Time of the Night (The Short Straw)" - 6:00
4. ゴーイング・アンダー - "Going Under" - 2:47
5. ジャスト・フォー・ザ・レコード - "Just for the Record" - 3:09
6. ホワイト・ロシアン - "White Russian" - 6:27
7. さらば青春の光 - "Incommunicado" - 5:16
8. トーチ・ソング - "Torch Song" - 4:05
9. スランジェ・バー（健康に乾杯） - "Slàinte Mhath" - 4:44
10. 雨にうたれるシュガー・マイス - "Sugar Mice" - 5:46
11. 最期の望み - "The Last Straw / Happy Ending" - 5:58

### 1999年リマスターCDボーナス・ディスク
1. "Incommunicado (Alternative Version)" - 5:57
2. "Tux On" - 5:13
3. "Going Under (Extended Version)" - 2:48
4. "Beaujolais Day" - 4:51
5. "Story from a Thin Wall" - 6:47
6. "Shadows on the Barley" - 2:07
7. "Sunset Hill" - 4:21
8. "Tic-Tac-Toe" - 2:59
9. "Voice in the Crowd" - 3:29
10. "Exile on Princes Street" - 5:29
11. "White Russians (Demo)" - 6:15
12. "Sugar Mice in the Rain (Demo)" - 5:54

## 参加ミュージシャン
- フィッシュ - ボーカル
- スティーヴ・ロザリー - ギター
- マーク・ケリー - キーボード
- ピート・トレワヴァス - ベース
- イアン・モズレイ - ドラムス

アディショナル・ミュージシャン
- テッサ・ナイルズ - バッキング・ボーカル
- クリス・キムゼイ - バッキング・ボーカル
- John Cavanaugh - ヴォイス